# La Guerche-sur-l'Aubois
La Guerche-sur-l'Aubois is een gemeente in het Franse departement Cher (regio Centre-Val de Loire). De plaats maakt deel uit van het arrondissement Saint-Amand-Montrond. La Guerche-sur-l'Aubois telde op 1 januari 2022 3.187 inwoners.

## Geografie
De oppervlakte van La Guerche-sur-l'Aubois bedroeg op 1 januari 2022 52,7 vierkante kilometer; de bevolkingsdichtheid was toen 60,5 inwoners per km².
De onderstaande kaart toont de ligging van La Guerche-sur-l'Aubois met de belangrijkste infrastructuur en aangrenzende gemeenten.

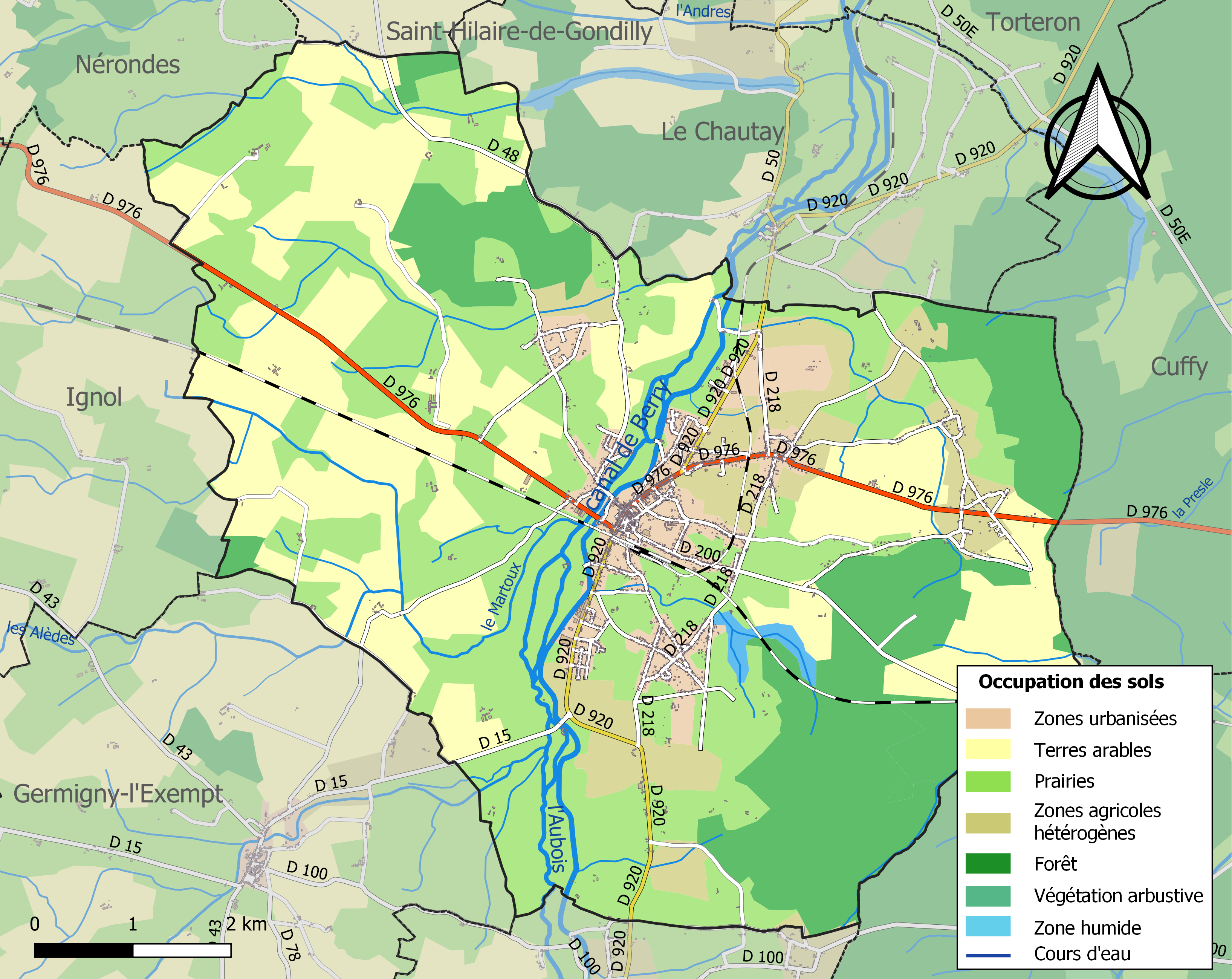

## Demografie
Onderstaande figuur toont het verloop van het inwonertal (bron: INSEE-tellingen).